# Bursera biflora
Bursera biflora är en tvåhjärtbladig växtart som först beskrevs av Joseph Nelson Rose, och fick sitt nu gällande namn av Standley. Bursera biflora ingår i släktet Bursera och familjen Burseraceae. Inga underarter finns listade i Catalogue of Life.